# Курчатовский район (Челябинск)
Курча́товский райо́н  — один из семи внутригородских районов города Челябинска, самый молодой из них. Расположен в северо-западной части города. На территории района расположены посёлки Градский прииск, Миасский, Шагол.
Образован 15 августа 1985 года из территорий, относившихся к Калининскому, Металлургическому и Центральному районам. Получил своё название в честь организатора отечественной атомной энергетики Игоря Васильевича Курчатова.
Население района 216,6 тыс. человек. Площадь 60,1 км².

## Образование и здравоохранение

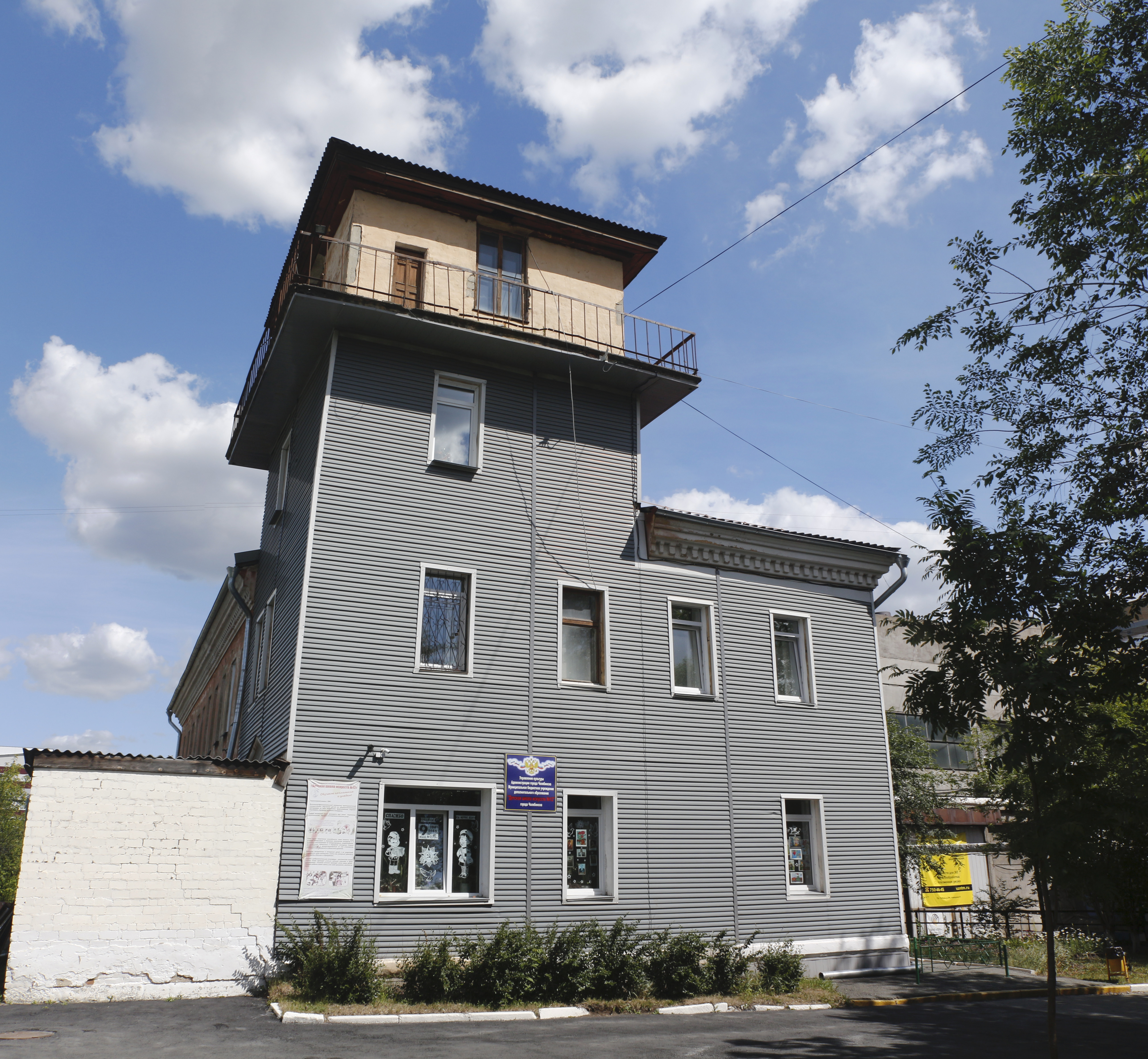
Детская школа искусств № 12

На территории района насчитывается 68 образовательных учреждений различной специализации, в том числе 47 дошкольных образовательных учреждения, 18 школ и 3 учреждения дополнительного образования, имеются 4 средних специальных учебных заведения (техникум текстильной и легкой промышленности, юридический колледж, государственный колледж индустрии питания и торговли, дорожно-строительный техникум) и 3 вуза (Южно-Уральский профессиональный институт, Международный институт дизайна и сервиса, Филиал ВУНЦ ВВС «Военно-воздушная академия»).
На территории района расположены:
- областная клиническая больница № 4,
- федеральный центр сердечно-сосудистой хирургии,
- областная стоматологическая поликлиника,
- детская городская поликлиника № 8.

## Культура и спорт
В районе действуют более 425 спортивных сооружений, включая плоскостные спортивные сооружения, из них: 1 стадион с трибунами на 1500 мест, 2 лыжные базы, 35 спортивных залов, 9 плавательных минибассейнов, 282 плоскостных спортивных сооружения (спортивные площадки, поля), 7 сооружений для стрелковых видов спорта.

## Население
| 1989     | 2002     | 2005     | 2006     | 2007     | 2008     | 2009     |
| -------- | -------- | -------- | -------- | -------- | -------- | -------- |
| 171 014  | ↗182 105 | ↗184 306 | ↗184 773 | ↗185 727 | ↗186 299 | ↘182 994 |
| 2010     | 2011     | 2012     | 2013     | 2014     | 2015     | 2016     |
| ↗189 133 | ↗189 794 | ↗195 684 | ↗201 704 | ↗210 164 | ↗215 019 | ↗219 883 |
| 2017     | 2018     | 2019     | 2020     | 2021     | 2023     |          |
| ↗223 566 | ↗226 565 | ↗227 841 | ↘222 117 | ↗224 206 | ↘223 032 |          |

## Улицы

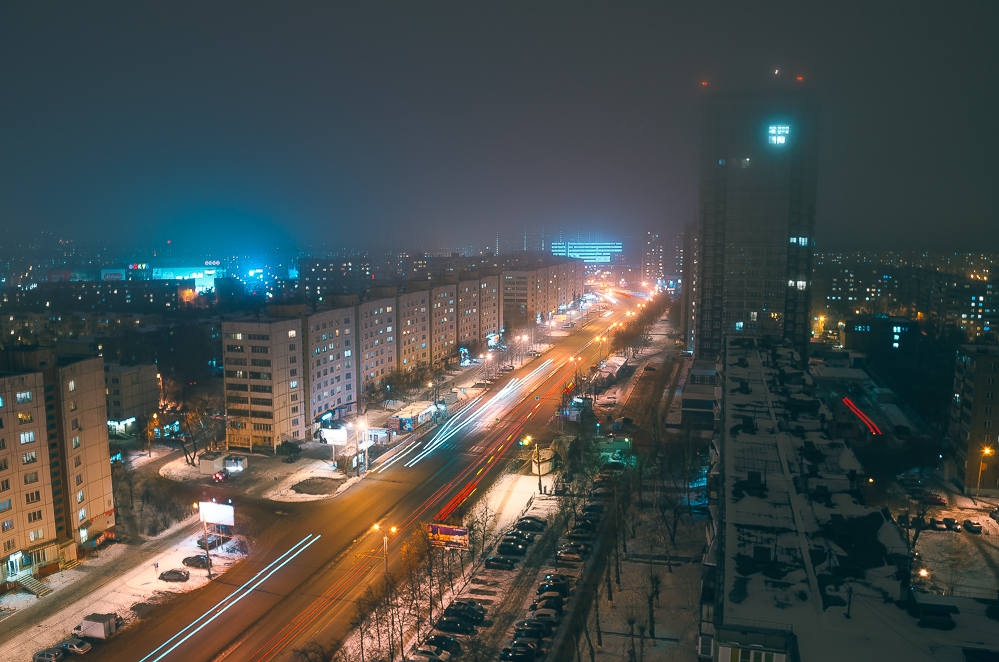
Комсомольский проспект

- Комсомольский проспект,
- проспект Победы,
- Чичерина,
- Бейвеля,
- Куйбышева,
- Молодогвардейцев,
- Ворошилова,
- Краснопольский проспект,
- Радонежская,
- Захаренко,
- Красного Урала,
- Автодорожная,
- Салавата Юлаева.

## Транспорт
Район связан с остальными частями города регулярным пассажирским сообщением: действуют трамвайные, троллейбусные и автобусные маршруты, а также маршрутное такси.

## Промышленные предприятия
- ФГУП «Завод «Прибор»,
- АО «Российская приборостроительная корпорация «Системы управления»,
- Челябинская обувная фабрика «Юничел»,
- Челябинский цинковый завод,
- Челябинский электровозоремонтный завод,
- Челябвтормет,
- Промышленная группа «Метран»,
- Южно-Уральский инновационно-технологический центр.